# 十日町道路
十日町道路（とおかまちどうろ）は新潟県十日町市北鐙坂（きたあぶみざか）から同市八箇（はっか）の八箇ICに至る国道253号の延長10.8キロメートル (km)の自動車専用道路である。

## 概要
新潟県南西部の上越市を中心とする上越地域と十日町市・南魚沼市を中心とする魚沼地域を相互に連絡する地域高規格道路上越魚沼地域振興快速道路の一部を構成する。
国道253号現道は急カーブや急勾配など線形が不良である上に、連続雨量による事前通行規制区間があり、冬季の交通障害が頻発するなどの脆弱性を抱えることから、これらの解消を目的として事業化された。
十日町道路は魚沼丘陵をトンネル3本で通過するが、地盤が脆弱である魚沼層を通過するため、また、発達した河岸段丘を通過するため信濃川橋梁はハイピアな長大橋梁となることから高度な技術力が必要とされ、直轄権限代行により事業化された。

### 路線データ
- 起点 - 新潟県十日町市北鐙坂
- 終点 - 新潟県十日町市八箇（八箇IC・国道253号八箇峠道路交点）
- 全長 - 10.8 km
- 規格 - 第1種第3級
- 設計速度 - 80 km/h
- 幅員
  - 土工部 - 12.00 m
  - 橋梁部 - 11.00 m
  - トンネル部 - 10.00 m
  - 車線幅 - 3.50 m
- 車線数 - 完成2車線

## 歴史
- 1994年（平成6年）12月16日 - 上越魚沼地域振興快速道路 上越市 - 六日町（現 南魚沼市）（延長約60 km）が計画路線に指定[2][3]。
- 1996年（平成8年）8月23日 - 十日町市 - 六日町（現 南魚沼市）間（延長約13 km）が調査区間に指定[2][3]。
- 2018年（平成30年）1月10日 - 新潟県によりルート帯決定[2][4]。
- 2019年（平成31年）3月29日 - 十日町市北鐙坂 - 同市八箇間約11 kmが整備区間に指定[2][3]。
- 2019年度（平成31年度/令和元年度） - 直轄権限代行による事業化[2]。

### 道路施設
トンネル6本・橋梁7橋が予定されている。

## 地理

### 通過する自治体
- 新潟県
  - 十日町市

### 交差する道路
- 国道253号現道
- 十日町市道高山水沢線
- 国道117号（南魚沼方面へののみのハーフIC）
- 国道253号八箇峠道路（八箇IC）